# Ernst von Hoffbauer
Ernst von Hoffbauer, född 1836, död 1905, var en tysk militär och författare.
Hoffbauer blev officer vid artilleriet 1855, generalmajor 1888, general av artilleriet 1896 och erhöll avsked 1899. Hoffbauer deltog som batterichef i tyska enhetskriget och fransk-tyska kriget och sårades svårt i slaget vid Colombey-Nouilly 14 augusti 1870. Han var lärare vid artilleri- och ingenjörsskolan 1871–1875 samt inspektör för fältartilleriet 1891–1899. Han utgav ett flertal artilleritaktiska arbeten bland annat Die deutsche Artillerie in der Schlachten bei Metz (3 band, 1872–1873, svensk översättning 1874), Entwickelung des Massengebrauchs der Feldartillerie (1900, svensk översättning 1902) och Schwebende feldartilleristische Fragen (1904).